# 次世代荒川
もしかして
- 夏目亜季#次世代あらかわ

ではありませんか？